# Unicorno

Particolare da La Dame à la licorne, arazzo fiammingo del XV secolo. Hôtel de Cluny.

L'unicorno (in antico anche liocorno, leocorno e lunicorno) è una creatura leggendaria dal corpo di cavallo con un singolo corno in mezzo alla fronte. Il nome deriva dal latino unicornis, a sua volta dal prefissoide uni- e dal sostantivo cornu, "un solo corno". È spesso associato o confuso con il monocero (dal greco antico μονόκερως?, monókerōs, termine da cui è ricalcato il latino unicornis).

## Descrizione, significato e fonti storiche

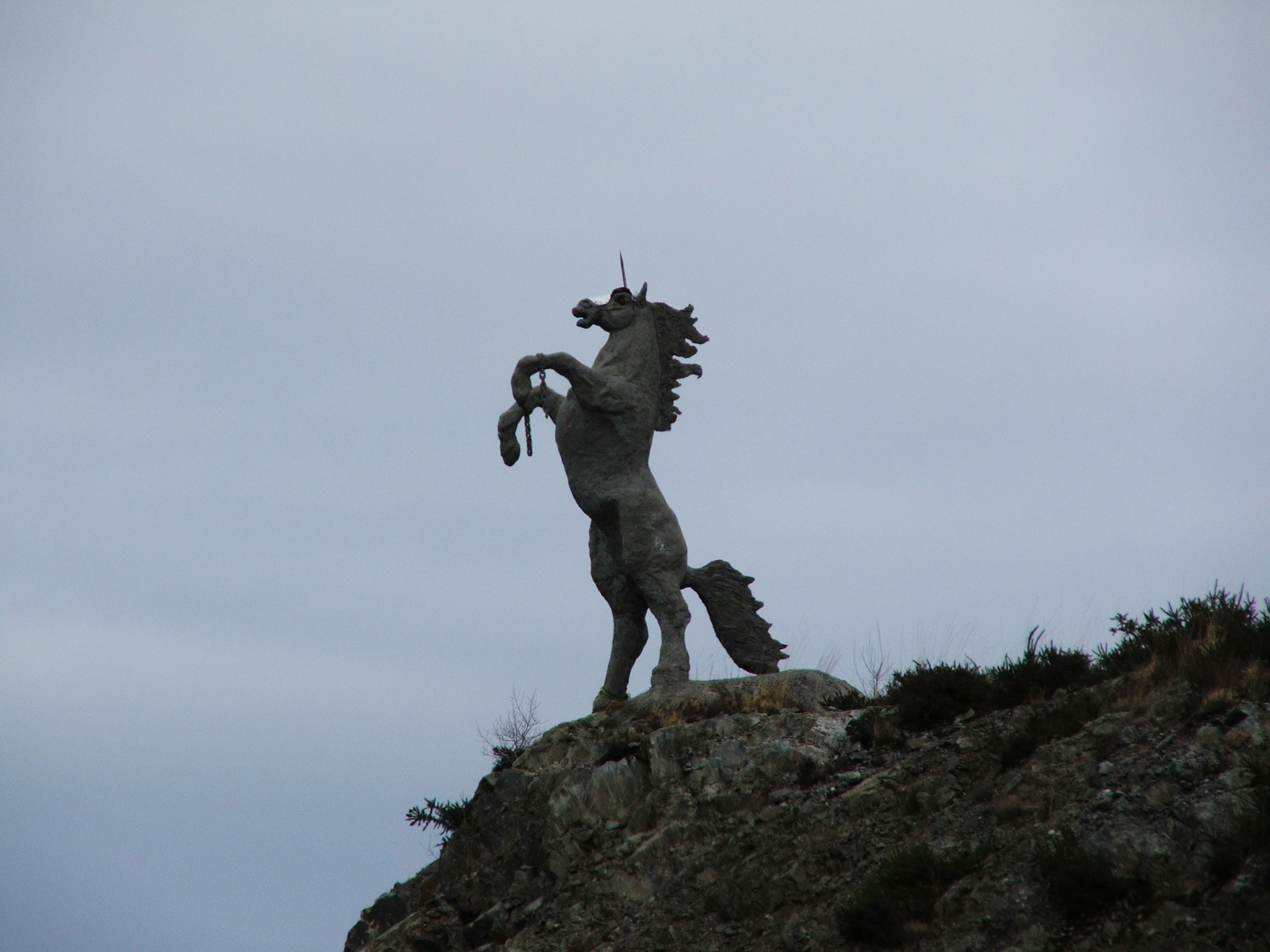
Statua di unicorno in Irlanda.

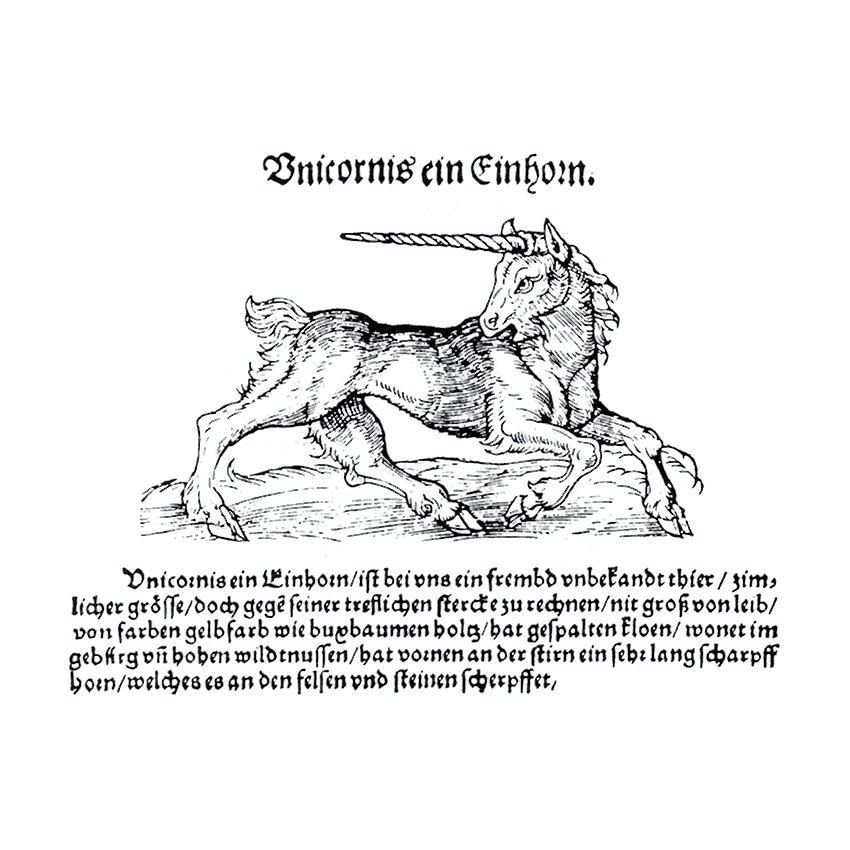
Unicorno da un bestiario di Zurigo (1551).

L'unicorno è tipicamente raffigurato come un cavallo bianco dotato di poteri magici, con un unico lungo corno avvolto a spirale sulla fronte. Molte descrizioni attribuiscono all'unicorno anche una coda da leone e degli zoccoli bipartiti.
Simbolo di saggezza, nell'immaginario cristiano poteva essere ammansito solo da una vergine, simbolo della purezza. Si credeva che se il corno fosse stato rimosso, l'animale sarebbe morto.
Nella tradizione medievale, il corno a spirale è detto alicorno, e gli veniva attribuita la capacità di neutralizzare i veleni. Questa virtù venne desunta dai resoconti di Ctesia sull'unicorno in India, dove sarebbe stato usato dai governanti del luogo per fabbricare coppe in grado di rendere innocui i veleni. Questo essere mitologico era molto diffuso nelle raffigurazioni della civiltà della valle dell'Indo, così come lo era per i Sumeri. Ricompare negli stemmi degli Estensi a Ferrara e dei Borromeo a Milano (noto è l'unicorno rappresentato sui giardini del Palazzo Borromeo sul Lago Maggiore). 
La pratica dell'uso antivenefico dei corni di unicorno (in realtà probabilmente rari denti di narvalo, corna di orice o falsi costruiti unendo e intagliando ossa di animali diversi) avrà una certa diffusione nell'Europa Medioevale.
Nell'inventario del tesoro papale di Papa Bonifacio VIII del 1295, veniva riportata menzione, per la prima volta nella documentazione papale (anche se l'uso era già diffuso da tempo presso le corti dei sovrani europei), di quattro corne di unicorni, lunghe e contorte (...) [utilizzati per] fare l'assaggio di tutto ciò che era presentato al papa.
Con l'affermarsi della moderna scienza naturalistica, l'unicorno cominciò a uscire dai Bestiari per entrare nelle prime opere di sistematica naturalistica (che conterranno comunque, almeno fino alla metà del XIX secolo, accanto ad animali reali, anche animali fantastici, parzialmente o del tutto mitizzati); tuttavia, nel corso del secolo, l'impossibilità di trovare un esemplare indirizzerà la scienza naturalistica a escludere definitivamente l'unicorno dalla lista degli animali esistenti.
Persino nel palio delle contrade di Siena, palio di origini medievali e che si corre ancora, seppur in un contesto diverso, vi è, tra le 17 contrade, quella del Leocorno (unicorno), rappresentata da un cavallo col corno in testa.
Nel Palio di Ferrara, la contrada di Santa Maria in Vado porta, come effigie del suo rione, un unicorno sui colori giallo e viola. La leggenda narra che l'impresa della contrada fosse la purificazione delle acque del Po ottenuta proprio grazie a un unicorno, che con i suoi poteri magici rese la zona di Ferrara florida e irrigabili i campi. Alcuni lo raffigurano con un paio di ali e viene chiamato alicorno, un misto tra unicorno e pegaso.

## Araldica

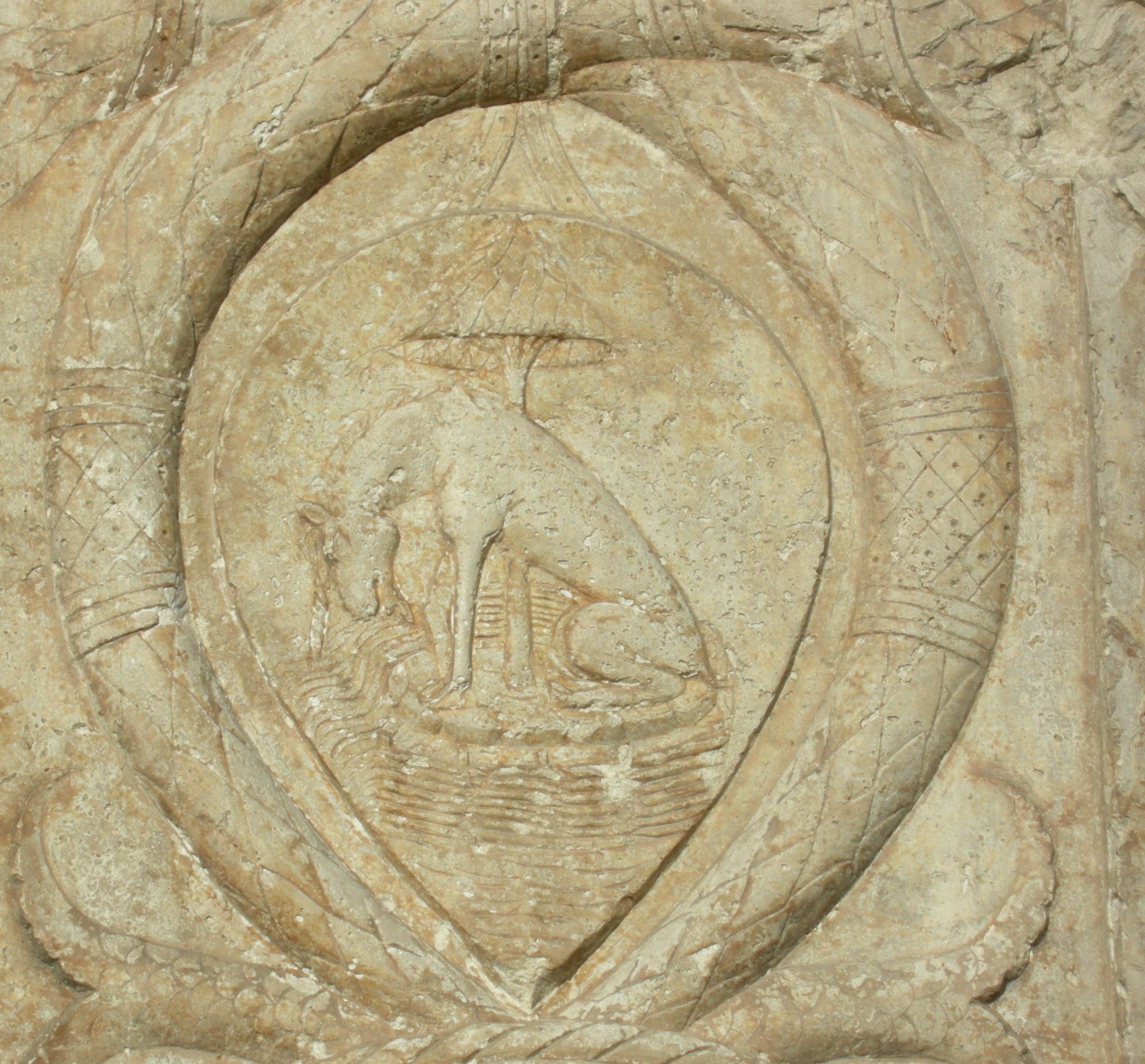
Unicorno scolpito nel marmo del portale di Palazzo Schifanoia, Ferrara, XV secolo.

L'unicorno è anche una figura araldica chimerica raffigurata secondo la tradizione, ma con gli zoccoli biforcati dei cervidi e del bue (come nell'illustrazione sopra), la coda del leone e una barba di capra sotto la gola. Era frequente soprattutto tra gli ornamenti esteriori dello scudo.
Il liocorno simboleggia forza e generosa vittoria, purezza e castità. Fu una delle più antiche divise araldiche utilizzate dalla Casa d'Este e in particolare da Borso d'Este.
L'unicorno è uno degli emblemi della Scozia e, in quanto tale, compare come supporto negli stemmi del Regno Unito, della Nuova Scozia in Canada, e del Canada stesso. L'unicorno è anche un supporto nello stemma della Lituania.

### Emblemi

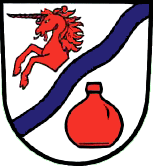
Unicorno nascente (Tessenow, Germania)
Liocorno d'argento (Schwäbisch Gmünd, Germania)
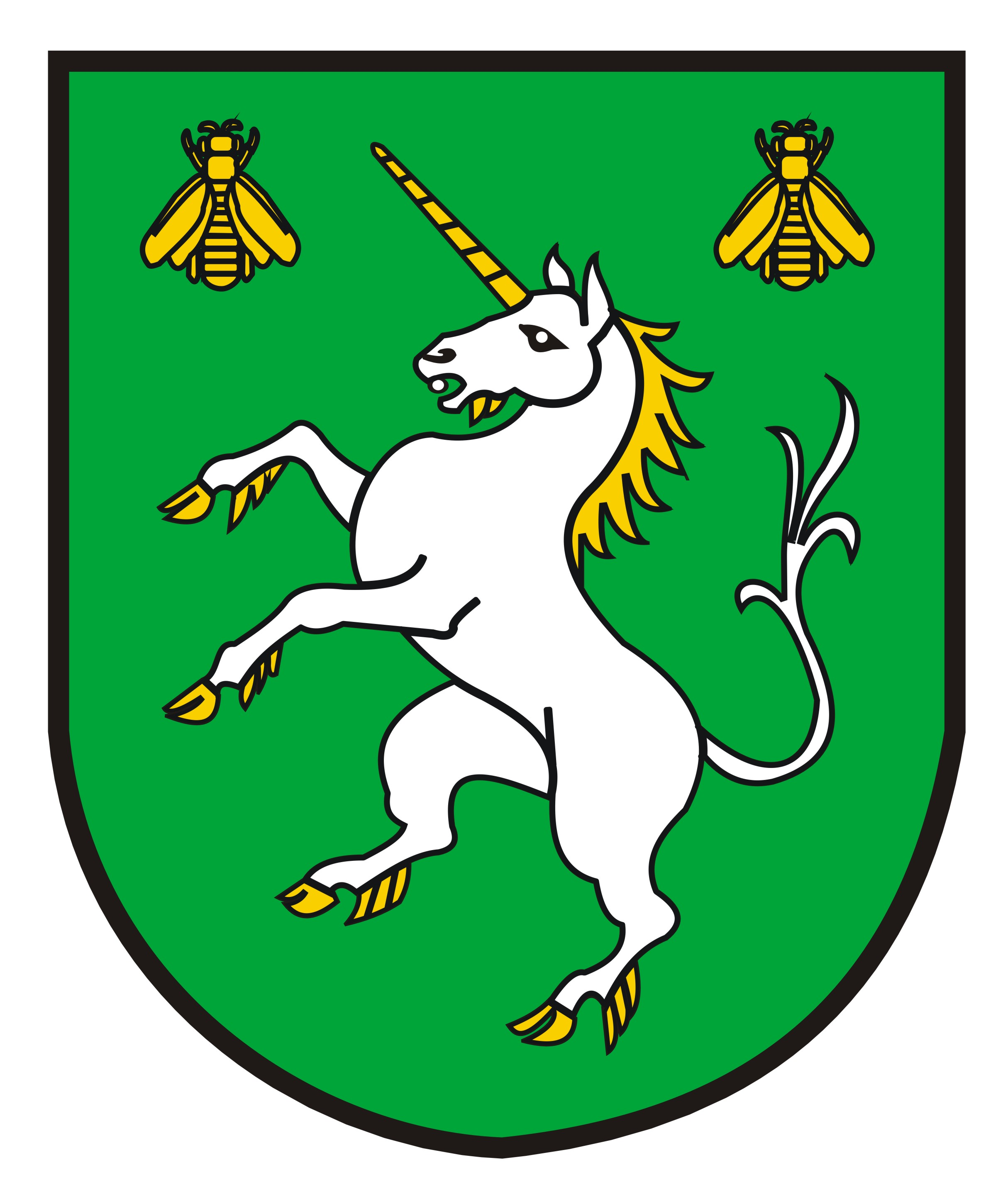
Liocorno d'argento armato (o difeso) e unghiato d'oro (Jednorożec, Polonia)
Liocorno ritto e collarinato (Taino)
Mezzo liocorno
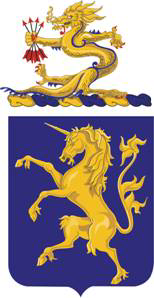
Unicorno d'oro rampante (6th Cavalry Regiment, Esercito degli Stati Uniti)
Unicorno come supporto (Casato di Hannover)
Due liocorni come supporti (Bristol, Regno Unito)
Il Liocorno nello stemma Borromeo
Unicorno con stella (Comune di Bitetto)

## Possibili spiegazioni

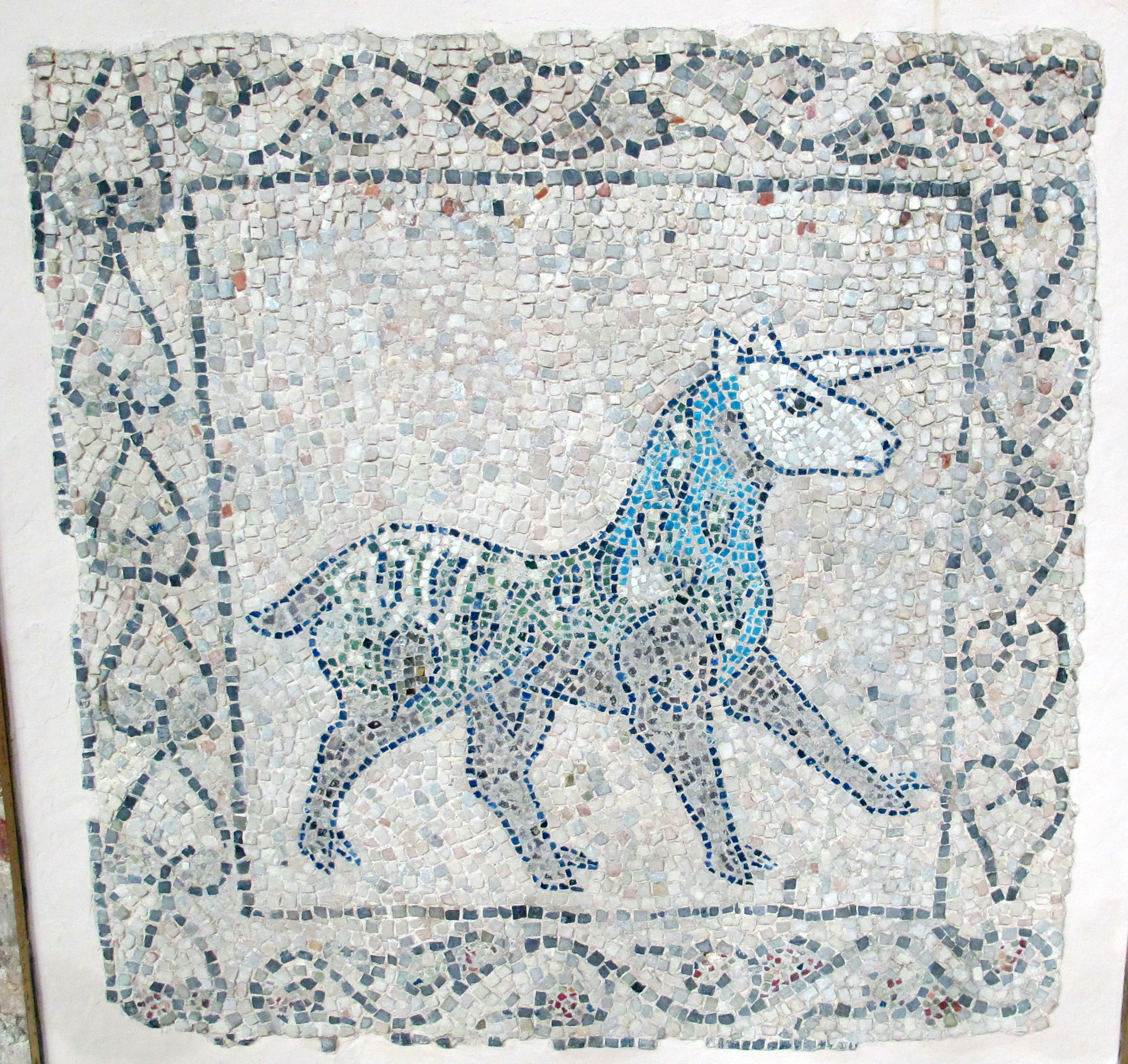
Unicorno in frammento di mosaico pavimentale del XIII secolo, nella Chiesa di San Giovanni Evangelista a Ravenna.

La ricerca di un animale reale come base per il mito dell'unicorno, accettando la concezione degli scrittori antichi che esistesse davvero ai confini delle terre conosciute, ha aggiunto un'ulteriore aura di mitologia all'unicorno; si è cercato un animale che avesse almeno alcune caratteristiche della creatura leggendaria.

### Supposte prove fossili
Tra i ritrovamenti nella cosiddetta "Cava dell'Unicorno" (Einhornhöhle) in Germania, alcune vennero selezionate e montate dal sindaco di Magdeburgo, Otto von Guericke come un unicorno nel 1663. Questo "unicorno" aveva solo due zampe, e venne ricostruito partendo da ossa fossili, presumibilmente di un mammut o di altri animali. Lo scheletro venne esaminato da Gottfried Leibniz, in precedenza scettico, che da allora si convinse dell'esistenza dell'unicorno.
Nel 1827 il famoso naturalista francese Georges Cuvier affermò l'impossibilità dell'esistenza di un mammifero perissodattilo con un unico corno frontale. Nel 1933, il biologo americano Franklin Dove, dell'università del Maine dimostrò la possibilità di far crescere un toro adulto con un unico corno frontale, rimuovendo e reimplantando chirurgicamente le corna al centro della testa su un vitello appena nato..
Phineas Taylor Barnum una volta mostrò al pubblico lo scheletro di un unicorno, come un falso.

### Rinoceronti
È possibile che una fonte d'ispirazione per la leggenda dell'unicorno sia venuta da un animale preistorico come il rinoceronte lanoso o dall'elasmoterio, un grande rinoceronte che viveva nelle steppe dell'Eurasia, a sud dell'areale del rinoceronte lanoso entrambi con un singolo grosso corno sulla fronte. Si estinsero nello stesso periodo di quasi tutta la fauna dell'ultima glaciazione. Tuttavia, secondo il Nordisk familjebok e il saggista Willy Ley l'elasmoterio sarebbe sopravvissuto a lungo da rimanere nelle leggende degli evenchi, un popolo nomade della Russia, come un grosso toro nero con un solo corno.
A supporto di questa teoria, che vede nel rinoceronte l'animale che avrebbe dato origine alla leggenda dell'unicorno, si deve notare che Marco Polo sostenne di aver visto un "unicorno" a Giava, ma la sua descrizione per un moderno lettore è chiaramente quella di un rinoceronte di Giava.
Nel Kazakistan è stato trovato un cranio fossile con un lungo corno di 29.000 anni fa, appartenente a un Elasmotherium sibiricum che per certi aspetti assomigliava a un equino. Questa specie si conosceva già prima, ma si pensava che si fosse estinta 350.000 anni fa, mentre esiste la concreta possibilità che sia vissuto fino a tempi successivi. Il leggendario unicorno potrebbe quindi derivare da una descrizione orale tramandata a lungo di un animale che l'uomo preistorico vide realmente.

### Capra con un corno solo
Nella capra domestica una rara deformità dei tessuti può far sì che le due corna si uniscano. Un simile animale può essere stato d'ispirazione per la leggenda. L'arte medievale spesso raffigurava l'unicorno con zoccoli divisi e una barba, assomigliando talvolta più a una capra che non a un cavallo.

### Orice araba

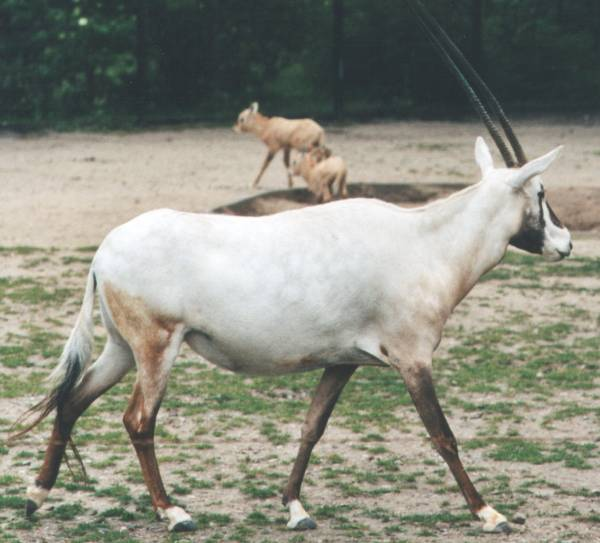
Orice araba di profilo.

L'orice araba è un'antilope con due corna lunghe e sottili che si protendono indietro dalla fronte. Guardando uno di questi animali di fianco e da una certa distanza l'orice araba può sembrare un cavallo con un solo corno (sebbene le corna dell'orice siano rivolte all'indietro e non in avanti come nelle rappresentazioni tradizionali dell'unicorno). Verosimilmente, viaggiatori nella Penisola arabica possono aver tratto la storia dell'unicorno da questi animali, tantopiù che spesso si rompono un corno nel corso dei loro combattimenti.
La Peregrinatio in terram sanctam di Bernhard von Breydenbach ed Erhard Reuwich, pubblicata nel 1486 è stato il primo libro di viaggi illustrato e descriveva un pellegrinaggio a Gerusalemme e in Egitto, passando per il monte Sinai. Il libro conteneva molte grandi xilografie di Reuwich, perlopiù paesaggi e vedute di città, ma anche rappresentazioni di animali come il coccodrillo, il dromedario e l'unicorno, presumibilmente un orice, che possono essere stati visti facilmente durante il viaggio.

### Narvalo

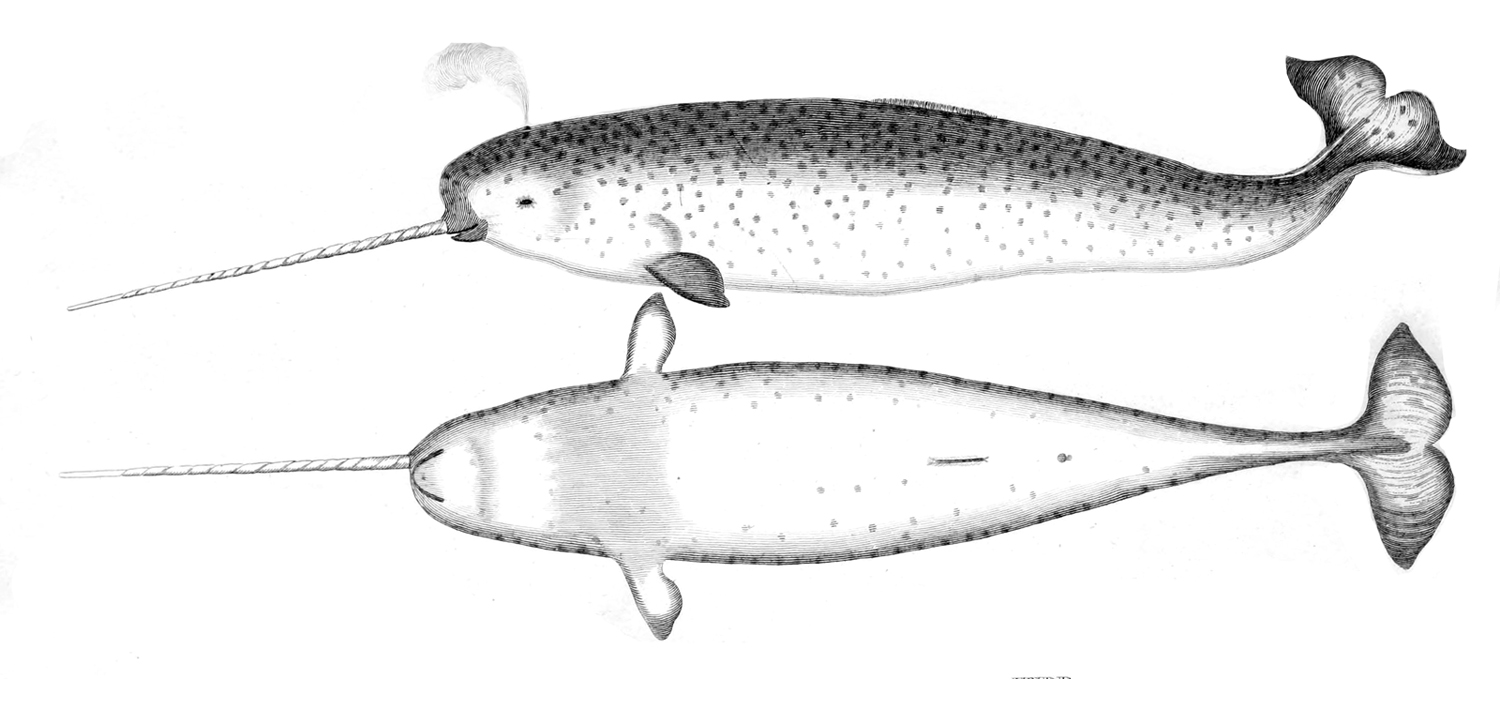
Maschio di narvalo.

I corni d'unicorno che si trovavano più frequentemente nelle camere delle meraviglie nell'Europa del Medioevo e nel Rinascimento erano spesso esempi della zanna dritta e ritorta del maschio del narvalo, un cetaceo dell'Artico, come dimostrò nel 1638 lo zoologo danese Ole Worm.
Queste zanne, in virtù della loro eccezionale lunghezza (fino a 3 metri) e la perfetta struttura elicoidale, venivano pagate a peso d'oro e portate in Europa a partire dal XV secolo e fin quasi all'inizio del XIX secolo e passavano varie prove che tendevano a riconoscere i "falsi" corni di unicorno. Le rappresentazioni grafiche dei corni di liocorno nell'arte europea derivano da queste zanne. Elisabetta I d'Inghilterra teneva nella sua camera delle meraviglie privata un "corno d'unicorno", portatole dall'esploratore Martin Frobisher al suo ritorno dal Labrador nel 1577.

### Antilope alcina

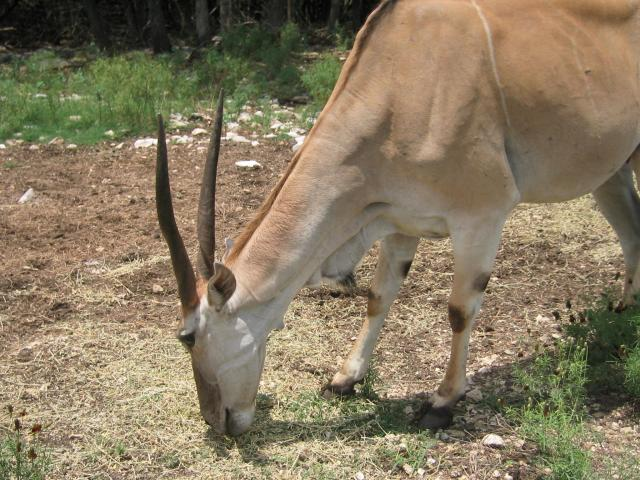
L'antilope alcina.

In Sudafrica, l'antilope alcina ha connotazioni mistiche o spirituali, forse perché questa grande antilope riesce a difendersi da sola dai leoni e talvolta anche ucciderne qualcuno. Questi animali sono spesso rappresentati nell'arte rupestre della regione e hanno dei connotati soprannaturali. Queste caratteristiche speciali possono essere state conosciute dai primi viaggiatori.
Nell'area intorno a Città del Capo, sono state avvistate antilopi alcine con un corno solo, probabilmente a causa di un gene recessivo. Un presunto corno di unicorno nel castello del clan MacLeod in Scozia è stato identificato con quello di una di queste antilopi.

### Un capriolo con un solo palco
Una creatura molto simile al leggendario unicorno è stata trovata nel Centro di Scienze Naturali di Prato. Si tratta di un giovane di capriolo di 10 mesi che ha un solo palco (comunemente detto "corno") al centro della fronte invece delle classiche corna biforcate.
La madre era arrivata nel centro alcuni anni fa ferita dopo essere stata investita da una vettura nella zona dell'Appennino pistoiese. Al centro l'hanno curata e poi liberata nel parco. La primavera successiva ha incontrato un maschio e dalla loro unione è nato il piccolo capriolo con un solo palco. Il direttore del centro, Gilberto Tozzi ha detto: "È la dimostrazione che il mitico unicorno celebrato in iconografie e leggende, probabilmente non era solo oggetto di fantasia bensì un animale: capriolo, cervo, o altre specie, con un'anomalia morfologica analoga a quella del nostro capriolo. Il nostro capriolo forse è consapevole della sua diversità e non si lascia vedere facilmente."
Si tratta probabilmente dell'animale più vicino a un unicorno mai avvistato in natura: da notare che i caprioli hanno anche gli zoccoli divisi, come vuole l'iconografia tradizionale dell'unicorno.
Un esemplare simile è stato ripreso nel luglio 2017 nella zona dei Monti Sibillini.

## L'unicorno nell'arte

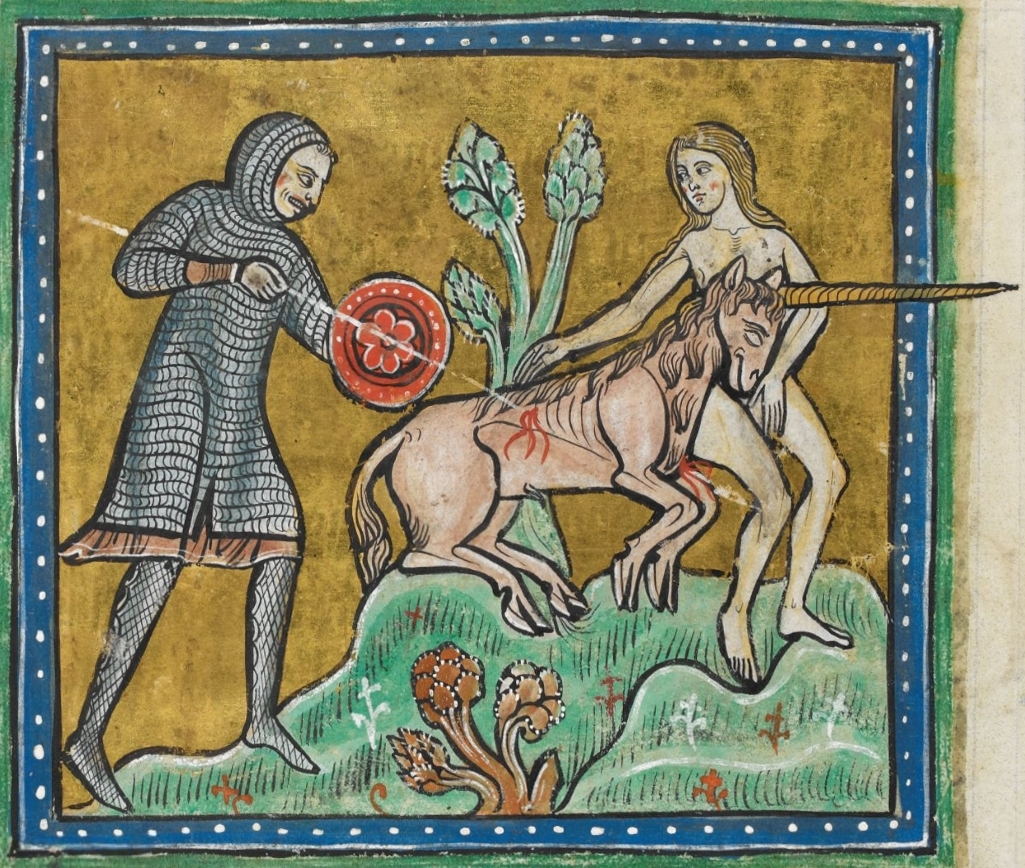
Unicorno del Bestiario di Rochester, XIII sec., f. 10v. Realizzato per un bibliotecario a Rochester.

Alcuni artisti hanno raffigurato l'unicorno come simbolo di purezza verginale come nel dipinto attribuito a Luca Longhi La dama e l'unicorno (1550 ca.) conservato presso il Museo Nazionale di Castel Sant'Angelo e Domenichino nell'affresco la Vergine con l'unicorno di Palazzo Farnese (1602 ca.).
Due unicorni sono anche stati raffigurati in una delle cappelle della chiesa di San Maurizio al Monastero Maggiore di Milano, nella quale viene rappresentato il suffragio universale.
La religione cristiana fa dell'unicorno un simbolo di castità, purezza, verginità; il carro del trionfo della Castità è trainato da unicorni. La sua effigie compare nei bestiari medievali che ricordano le leggendarie qualità dell'animale, a cominciare dal potere del suo corno di scoprire e neutralizzare i veleni. Le fonti antiche che parlano dell'unicorno sono gli Indikà di Ctesia di Cnido, i Salmi (22, 22) e il Fisiologo latino (XVI).

## L'unicorno nella cultura di massa
L'immagine dell'unicorno compare nella letteratura in diversi romanzi. 
Di solito, l'unicorno viene raffigurato seguendo i tratti comuni alla tradizione, a volte con aggiunte o modifiche riguardanti poteri magici e comportamento: ad esempio, nel primo libro della saga Harry Potter e la Pietra Filosofale è citata la presenza nella Foresta proibita di diversi unicorni, il sangue dei quali avrebbe il potere di allungare la vita di coloro che lo bevono, al costo estremamente alto, però, di corrompere  dal punto di vista morale chi compisse un tale gesto. È inoltre ragionevole supporre, nel contesto della mitologia dell'autrice, che tale corruzione morale sia causata dall'atto di ferire o uccidere l'unicorno per berne il suo sangue, piuttosto che a causa delle proprietà magiche intrinseche del sangue dell'animale, sebbene non vi sia definitiva conferma di ciò all'interno della serie di libri di Harry Potter.. Nel libro L'ultimo unicorno di Peter S. Beagle questa creatura mitologica ha invece il potere di mantenere rigogliosa un'intera foresta e di riportare in vita chi è morto da poco tempo.
Si discosta invece dalla tradizione Guy Gavriel Kay che nella Trilogia di Fionavar crea Imraith-Nimphais, un unicorno alato di colore rosso, la cui nascita è stata voluta da una dea per farlo combattere nell'imminente guerra contro Rakoth Maugrim il Distruttore.
Altri esempi sono L'unicorno nero di Terry Brooks, La fine del mondo e il paese delle meraviglie di Haruki Murakami, Il cavallino bianco di Elizabeth Goudge.
Per quanto riguarda invece l'ambito artistico-televisivo, la cantante italo-americana Lady Gaga lo ha utilizzato come simbolo del suo secondo album Born This Way e nel suo terzo tour mondiale, The Born This Way Ball, più di una volta, dedicandogli ad esempio anche la traccia Highway Unicorn (Road to Love) e tatuandosi la creatura sulla coscia, a simboleggiare il suo appoggio alla comunità lgbt+ di cui l'unicorno è un meme capillarmente diffuso.
L'unicorno Twilight Sparkle è il protagonista della serie My Little Pony - L'amicizia è magica.